# ماريو بوتش
ماريو بوتش (بالألمانية: Mario Posch)‏ هو مدرب كرة قدم ولاعب كرة قدم نمساوي في مركز الدفاع، ولد في 18 يوليو 1967 في باد رادكرسبيرغ في النمسا. شارك مع منتخب النمسا لكرة القدم. أما مع النوادي، فقد لعب مع سواروفسكي تيرول وشتورم غراتس ونادي أوردينغن 05.

## وصلات خارجية
- ماريو بوتش على موقع قاعدة بيانات كرة القدم.إي يو (الإنجليزية)
- ماريو بوتش على موقع عالم كرة القدم.نت (الإنجليزية)